# Navarra Televisión
Navarra Televisión es el canal principal de Sumando Comunicación, televisión autonómica privada de la Comunidad Foral de Navarra, propiedad de Promecal. Su programación es de carácter generalista, con especial atención a la información y al entretenimiento de producción propia.

## Historia
Navarra Televisión inició sus emisiones regulares el 14 de mayo de 2012, coincidiendo con el nacimiento de Navarra Televisión como empresa, tras la fusión de Canal 6 Navarra y Popular TV Navarra. El canal heredó la frecuencia y la licencia de Canal 6 Navarra, que había sido el segundo canal autonómico de Navarra desde 2008.

## Programación
Desde su inicio, Navarra Televisión ha apostado por una programación de calidad, con contenidos propios y adaptados a la realidad y a los gustos de la audiencia navarra. Su principal eje es la información, tanto en el ámbito autonómico como en el nacional e internacional, con dos ediciones diarias de informativos y varios programas de actualidad, debate y reportajes. También ofrece espacios de entretenimiento, cultura, deporte, gastronomía, infantil y euskera, con el objetivo de ofrecer una oferta variada y plural.
La programación de Navarra Televisión se basa en los siguientes programas:
- Informativos todos los días de 14:30 a 15:00 y 20:30 a 21:00.
- Zona Mixta, toda la actualidad deportiva de la comunidad con especial atención a Osasuna.
- Cara a Cara martes 21:40 h. Programa dirigido por Roberto Cámara. Entrevista "cara a cara" con personajes de la actualidad.
- Está Pasando, lunes a miércoles a las 16:00 presentado por Amaia Madinabeitia, magacín centrado en actualidad.
- La Muga, jueves a las 16:00, magacín presentado por Nuria Tirapu.
- El Camerino, cultura y espectáculo, los jueves a las 17:00, presentado por Leyre Arnedo.
- El Dilema, programa de debate de actualidad, presentado por Ricardo Beitia. Miércoles a las 21:40.
- Tiramillas, divertido recorrido por los pueblos de nuestra comunidad, capitaneado por Paula Fernández, los jueves a las 21:40.
- Parlamento, actualidad parlamentaria, presentada por Sergio Jiménez.
- Los Fogones del Reyno, programa de cocina con Sergio Jiménez.
- Solasean, programa en Euskera presentado por Naroa Armendáriz.
- Club Txikipanda, programa infantil presentado por Maider Pascual.

## Premios Navarra Televisión
Desde el año 2016, Navarra Televisión entrega unos premios que llevan su nombre, que tienen como objetivo reconocer el trabajo de personas, entidades y localidades destacadas en la Comunidad Foral de Navarra. Los premios se dividen en varias categorías, como cultura, deporte, solidaridad, innovación, turismo o gastronomía. Los galardonados son elegidos por un jurado compuesto por representantes de la empresa, de la sociedad navarra y de los medios de comunicación.